# Електричний пристрій

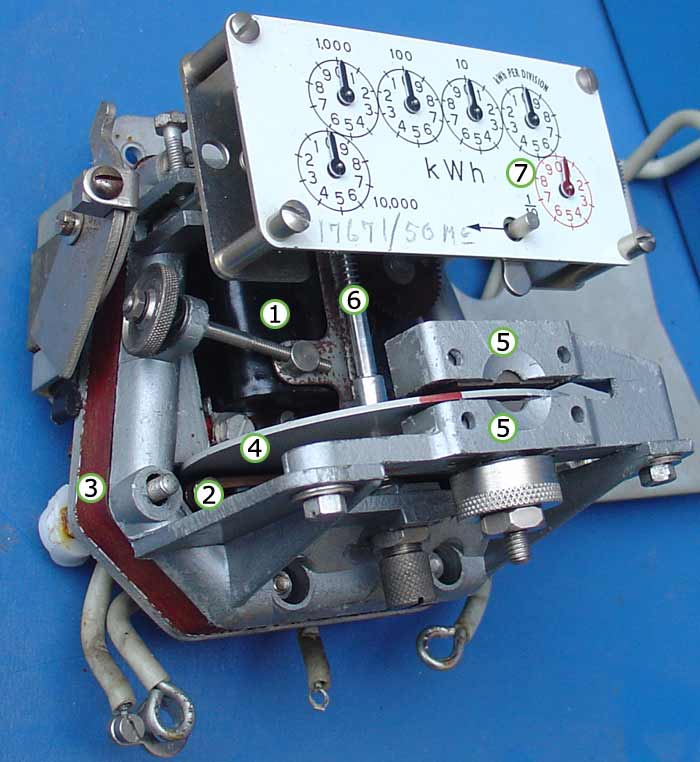

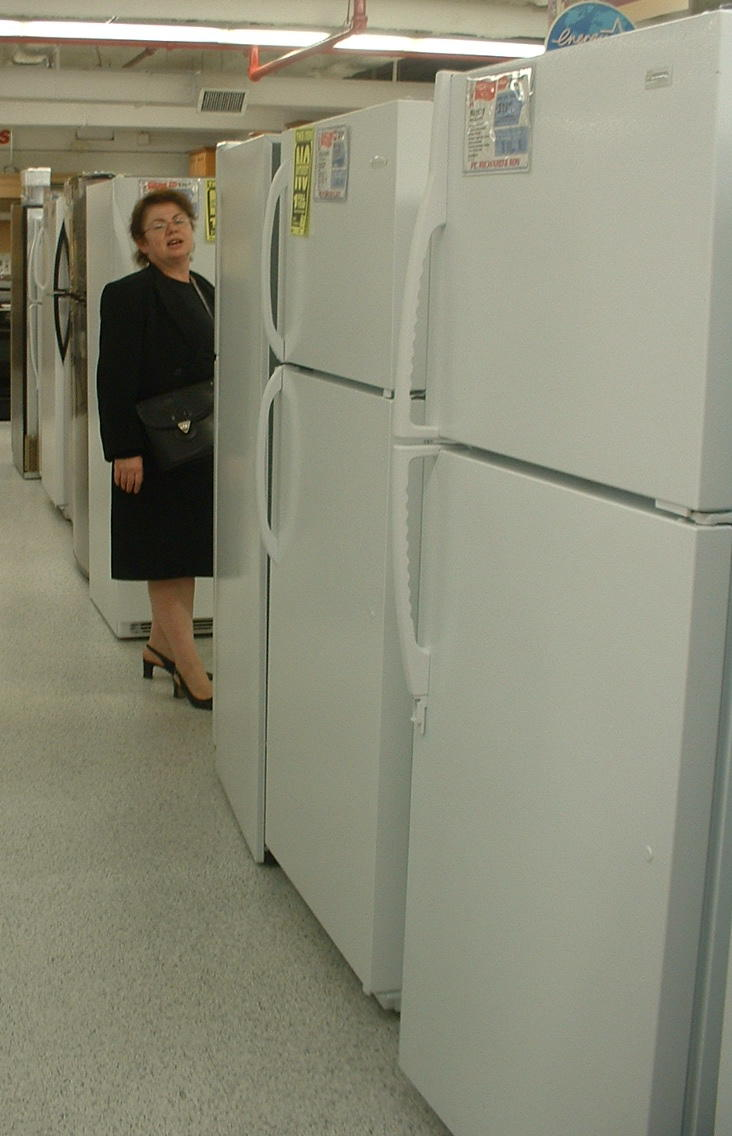
Холодильники

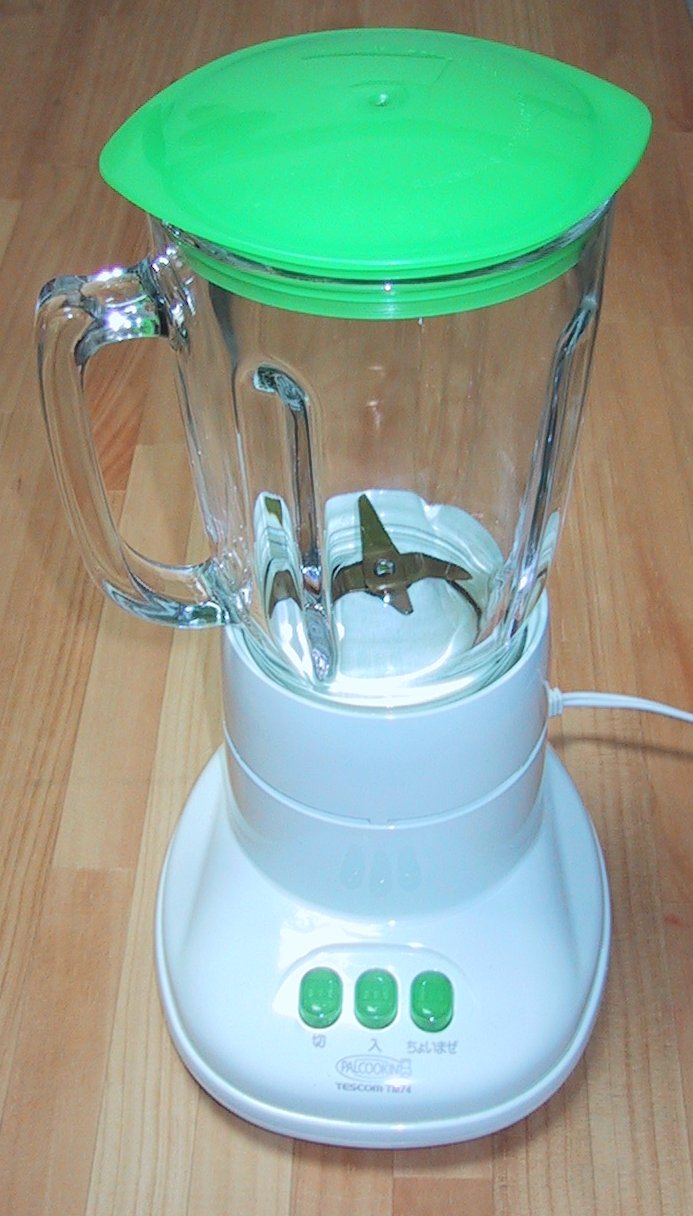
Електричний блендер

Електри́чний при́стрій — це пристрій, який працює за допомогою електроенергії, перетворюючи її в будь-яку іншу енергію (наприклад механічну). У сучасному суспільстві, більшість приладів є
електричними, багато людей не можуть уявити своє життя без них. Наприклад: телефон, комп'ютер, телевізор… і так далі.
- Перший електричний прилад був винайдений Томасом Едісоном у 1879 — це була лампа розжарювання.

## Побутові електроприлади
Побутовий електроприлад — це електричне або електромеханічне обладнання, що виконує деяку роботу в домашньому господарстві, наприклад, готування їжі, збирання і т. д. Побутові електроприлади є різновидом побутової техніки.
Побутові електроприлади за традицією розділяють на великі й дрібні.
Великі побутові електроприлади відрізняються досить більшими розмірами й масою, щоб їх перенесення було утруднено. Вони встановлюються в певному місці й підключаються до мережі електропостачання.
Приклади великих побутових електроприладів:
- кондиціонер;
- холодильник;
- пральна машина.

Дрібні побутові електроприлади є портативними. При використанні їх установлюють на столах і інших поверхнях або тримають у руках. Часто вони оснащені ручками для зручності перенесення. Дрібні побутові електроприлади можуть працювати як від мережі, так і від батарейок.
Приклади дрібних побутових електроприладів:
- тостер;
- міксер;
- фен.

## Промислові електроприлади

### Електроприлади в електроенергетиці
В електроенергетиці електроприлад розглядається як «споживач навантаження» або «активний опір».